# Качуг
Качу́г (рос. Качуг) — присілок у складі Нікольського району Вологодської області, Росія. Входить до складу Зеленцовського сільського поселення.

## Населення
Населення — 35 осіб (2010; 31 у 2002).
Національний склад (станом на 2002 рік):
- росіяни — 100 %